# Utikoomak Lake 155B
Utikoomak Lake 155B är ett reservat i Kanada.   Det ligger i provinsen Alberta, i den centrala delen av landet, 3 000 km väster om huvudstaden Ottawa. Utikoomak Lake 155B ligger vid sjön Mink Lake.
I omgivningarna runt Utikoomak Lake 155B växer i huvudsak blandskog. Runt Utikoomak Lake 155B är det glesbefolkat, med 11 invånare per kvadratkilometer.